# San Luis (rijeka)
San Luis je rijeka u Urugvaju. Protječe departmanom Rocha. Duga je 110 kilometara, a ulijeva se u lagunu Mirim. Pripada slijevu Atlantskog oceana.
Ne prolazi kroz niti jedan grad.
Glavni pritoci rijeke su Arroyo India Muerta i Arroyo de la Coronilla.